# Monochamus grandis
Monochamus grandis là một loài bọ cánh cứng trong họ Cerambycidae.